# Торстен Фрингс
Торстен Фрингс (Вирселен, 22. новембар 1976) je немачки бивши фудбалер.
Бивши везиста, током своје каријере играо је за неколико немачких клубова, и то за Алеманију из Ахена, Вердер из Бремена, Борусију из Дортмунда и Бајерн Минхен, пре него што је завршио каријеру са канадским МЛС тимом Торонто. На међународном нивоу, одиграо је 79 утакмица за репрезентацију Немачке од свог дебија 2001. године, а представљао је своју нацију на два европска првенства и два ФИФА светска првенства.

## Трофеји
Клуб
- Вердер Бремен
  - Бундеслига – друго место: 2007/08
  - Куп УЕФА – друго место: 2008/09
  - ДФБ-Покал: 1999, 2009.
  - ДФБ-Лигапокал: 2006.

- Бајерн Минхен
  - Бундеслига – шампион: 2004/05
  - ДФБ-Покал: 2005.
  - ДФБ-Лигапокал: 2004.

Репрезентација
- Куп конфедерација – треће место: 2005.
- Светско првенство – друго место: 2002, треће место: 2006.
- Европско првенство – друго место: 2008.